# NGC 6941
NGC 6941 (другие обозначения — PGC 65054, MCG -1-52-10, IRAS20337-0447) — спиральная галактика (Sb) в созвездии Орёл.
Этот объект входит в число перечисленных в оригинальной редакции «Нового общего каталога».